# Kodari
Kodari è un villaggio nepalese, posto sul confine tra il Nepal e la Regione Autonoma del Tibet (Cina). Kodari fa parte della municipalità di Bhotekoshi nel Distretto di Sindhupalchok, (Provincia di Bagmati). 
Il confine, in quel punto è rappresentato dal fiume Sun Kosi, le due sponde del quale sono collegate dal Ponte dell'Amicizia, Sulla sponda opposta c'è la cittadina di Zhangmu (o Dram o Khasa), situata nella Prefettura di Shigatse del Tibet.

## Storia
Anticamente, era il punto di partenza della strada carovaniera trans-Himalayana, che dirigendosi verso nord, attraversava il passo di Kuti, per poi svoltare verso est ed attraversare tutto il Tibet, arrivare a Lhasa.
Negli anni 1963-67 è stata costruita la strada Kathmandu-Kodari, nota come Arniko Highway (in lingua nepalese: Arniko Rajmarg Autostrada Arniko), lunga 114 km.  Dal 2011, il Nepal ha progettato di allargarla, portandola fino a sei corsie.

## Geografia fisica
Kodari è collocata ufficialmente ad un'altitudine di 1788 m.
in realtà è posta sul fianco di una montagna molto ripida, per cui le case vanno dai 1317 m. fino ai 2300 m s.l.m. In una giornata limpida, la catena himalayana è visibile da entrambi i lati della strada.

## Galleria d'immagini

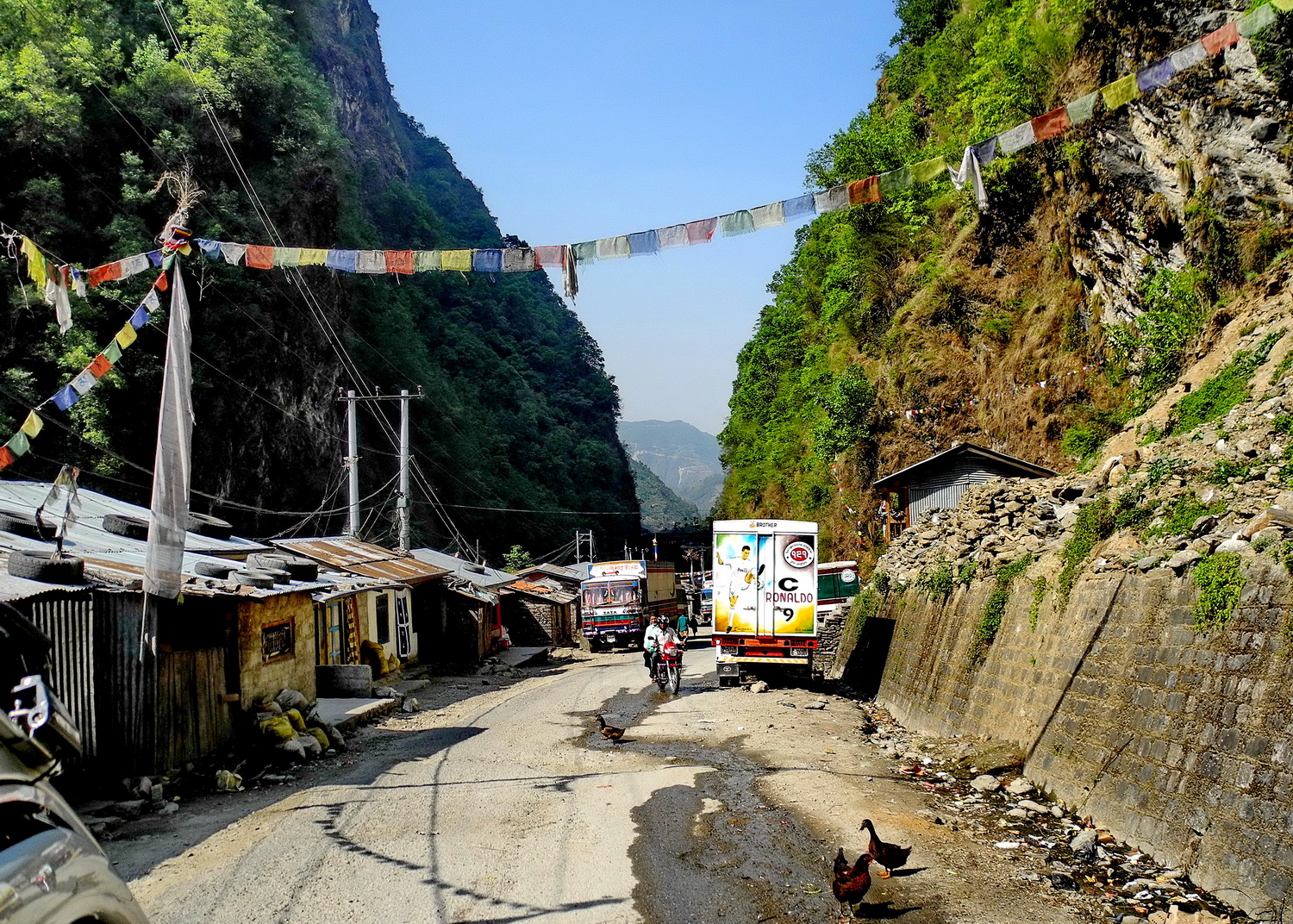
L'Araniko Highway a Kodari appena prima del Ponte dell'Amicizia.
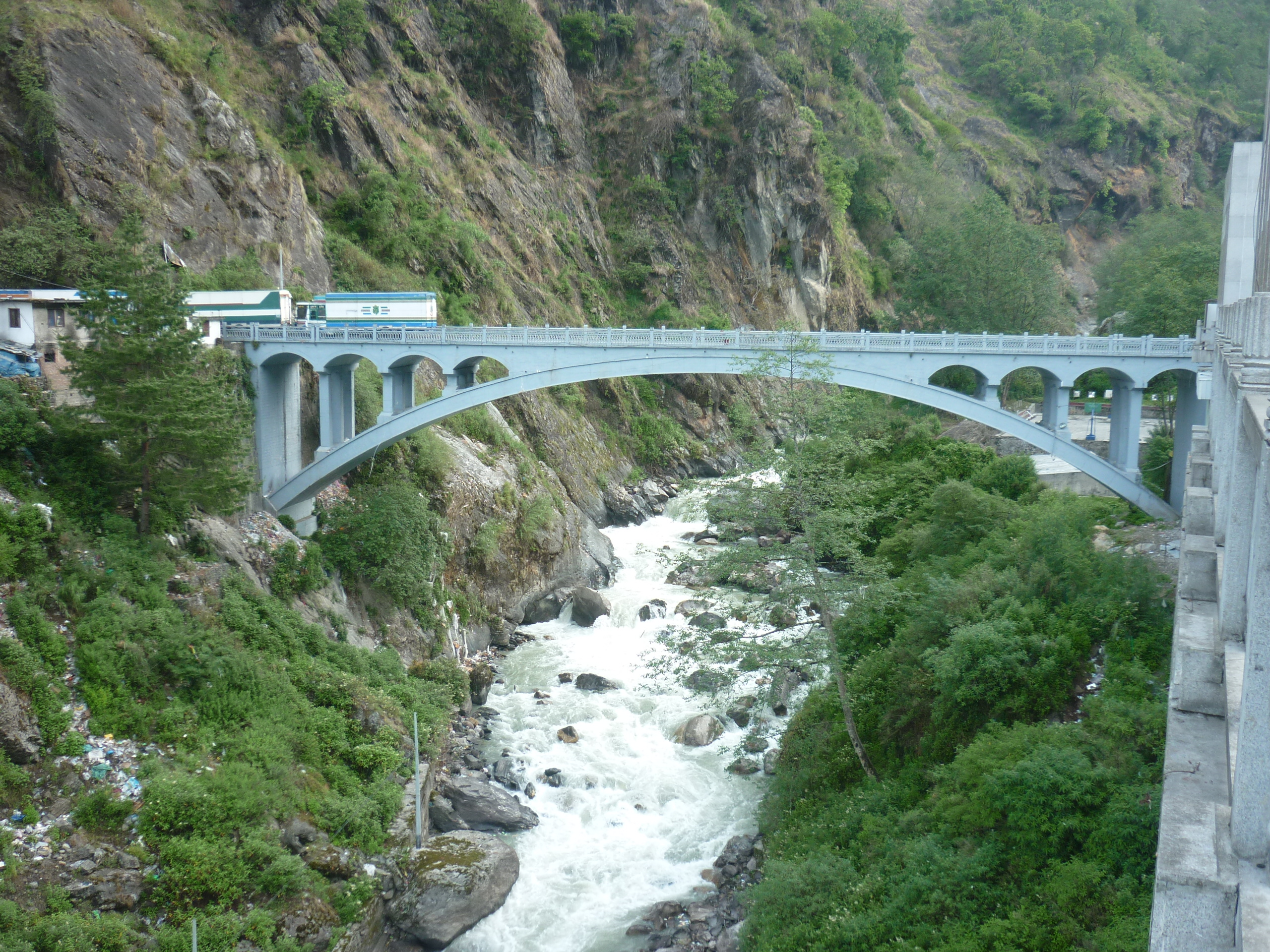
Il Ponte dell'Amicizia sul fiume Sun Kosi, il Nepal è a sinistra della foto e la Cina a destra.
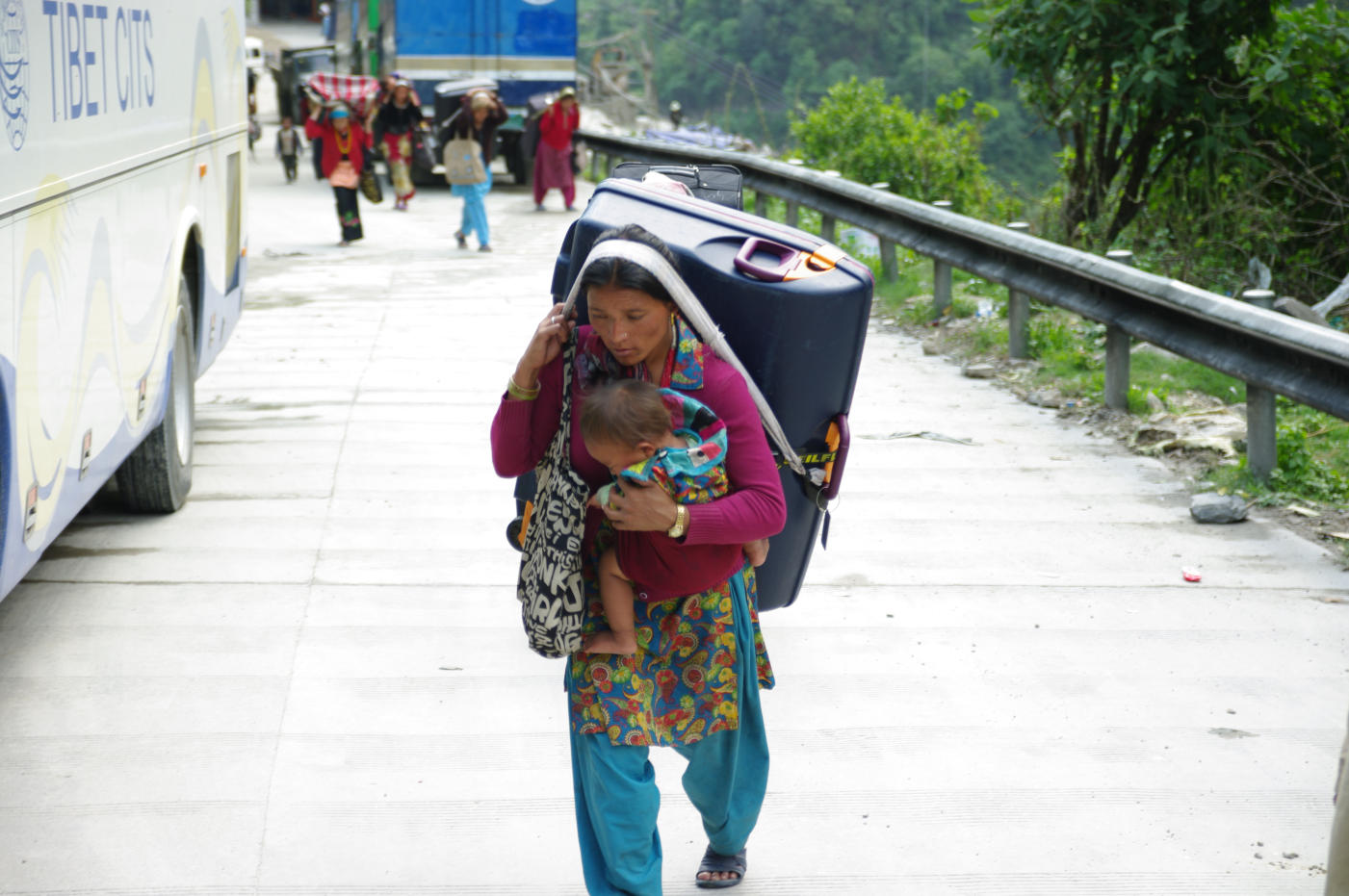
Donne nepalesi che portano i bagagli dei viaggiatori e dei turisti attraverso il Ponte dell'Amicizia, infatti il ponte non può essere attraversato dai veicoli passeggeri.